# Caligo inachis
Caligo inachis är en fjärilsart som beskrevs av Pierre André Latreille och Jean Baptiste Godart 1824. Caligo inachis ingår i släktet Caligo och familjen praktfjärilar. Inga underarter finns listade i Catalogue of Life.